# Портокалопита
Портокалопита (греч. Πορτοκαλόπιτα; от πορτοκάλι — «апельсин» и πιτα — «пирог») — греческий пирог, основным ингредиентом которого является апельсин. Портокалопита очень популярна в Греции и обычно употребляется в качестве десерта с кофе. В греческой выпечке она принадлежит к семейству пирогов, называемых сиропиаста, сладостей, которые залиты сиропом, таких как пахлава. Хотя пирог похож на бисквит, его тесто на самом деле сделано из сухих кусочков теста филло (φύλλο), к которому добавляется смесь греческого йогурта, яйца и апельсинового сока. Сверху его заливают сиропом (жидким сахаром), который варят с апельсинами, а иногда приправляют ванилью и/или корицей. Лучшего всего есть портокалопиту на следующий день или через день, когда сироп полностью впитается и все вкусы пирога будут смешаны. Вкус должен быть пушистым и сочным.

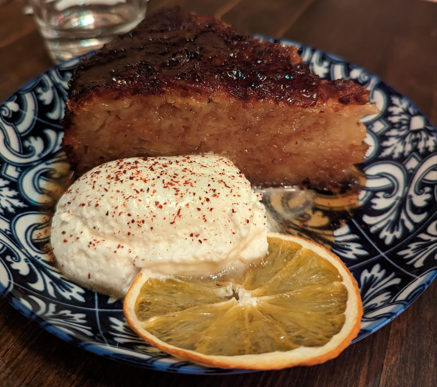
Портокалопита подаётся в Иерусалиме

Апельсин является основным ингредиентом греческой кухни и выращивается на юге полуострова Пелопоннес (особенно в районах Лаконии и Арголиды) и в Арте (на севере страны), а также на острове Хиос.